# Văn hóa phẩm khiêu dâm dành cho nữ
Văn hoá phẩm khiêu dâm dành cho nữ là bất kỳ nội dung khiêu dâm nào đặc biệt hướng tới đối tượng phụ nữ dị tính. Còn thể loại nhắm tới đối tượng đồng tính nữ là văn hóa phẩm khiêu dâm đồng tính nữ. Thể loại khiêu dâm dành cho nữ có mặt ở đa dạng các phương tiện truyền thông bao gồm các website, sách, truyện ngắn, phim, nhiếp ảnh, tạp chí và audio. Nội dung có thể bao trùm nhiều khía cạnh của tình dục, từ việc quan hệ tình dục cho đến ái vật, mục đích chính là truyền tải tình dục từ perspective của một người phụ nữ hoặc mô tả sự tưởng tượng tình dục của nữ giới.